# هليلج ريتزي

هليلج ريتزي (الاسم العلمي:Terminalia reitzii) هو نوع نباتي يتبع جنس الهليلج من الفصيلة القمبريطية.